# Теребежі (хутір)
Теребежі — колишній українсько-польський хутір, який існував з кінця XVIII по першу третину XX ст. Географічно розташовувався на північ від німецької колонії Августдорф поблизу міста Снятин Івано-Франківської області України. Зник не пізніше 1940 року.

## Історія
Теребежі згадуються як дотичний населений пункт до колонії Августдорф, заснованої німецькими колоністами в 1830-х рр. Був заселений переважно українськими та польськими родинами.
Ще одним близьким населеним пунктом до хутора було село Потічок, що за декілька кілометрів від колишнього хутора. Поля довкола Теребежів вважались багатими на урожай. Поруч з хутором протікала ріка Турецький Потік.
Наприкінці XIX ст. та під час Першої світової війни часто позначався на австрійських цивільних і військових картах як окремий населений пункт.
Хутір Теребежі зник не пізніше 1939—1940 рр. внаслідок урбанізаційних процесів довкола Снятина. Ще одна причина — відсутність постійного населення на хуторі.